# Guhr Mihály
ifj. Guhr Mihály (Nagyszalók, 1873. március 11. – Szepesszombat, 1933. augusztus 23.) orvos, sportember.

## Életpályája
Orvosi diplomáját a budapesti tudományegyetemen szerezte meg 1895-ben. 1897-től Tátraszéplakon volt főorvos. 1899-től az ótátrafüredi szanatórium főorvosa volt. 1902-ben egy szanatóriumot építtetett a tüdőbaj, a Basedow-kór, az asztmás betegségek gyógyítására. 1906-ban Norvégiába ment a sielés elsajátítására. Az 1911. február 5-i első nemzetközi síversenyünk szervezője és rendezője volt. 1913-tól az első hegyimentő szervezet elnöke volt. 1918-ban a Magyar Turista Szövetség és a Magyarországi Kárpát-egyesület társelnökévé választotta. 1927-ben megvette a Tarajka melletti Szószéken a leégett Róza és Kohlbach szálló telkét és a Karpathenvereinnek adta. 1931-ben a Basedow-kór kutatóinak az USA-ban rendezett kongresszusán az egyetlen meghívott európai előadó volt. A Karpathenverein telken egy új menedékházat épített fel; 1934-ben nyitották meg és Guhr-menedékháznak nevezték el. 1946-ban átnevezték Bilík menedékháznak. 
A klimatoterápia nagy szorgalmazója, propagátora volt. A magyar sísport egyik megteremtője, az első tátrai síugrósáncok építője volt. Megalapította a Magyar Síklubot és a Magyar Síszövetséget, számos sport- és kulturális egyesület és szövetség elnöke volt. Egyik alapítója volt a Turistaság és Alpinizmus című turistalapnak is.
Sírja Nagyszalókon található.